# ACM Transactions on Database Systems
ACM Transactions on Database Systems (TODS) es una publicación científica producida por la Association for Computing Machinery, que publica un volumen al año, cada uno de los cuales posee cuatro secciones, que aparecen en marzo, junio, septiembre y diciembre. ACM TODS recibió el primer lugar en el ranking CORE de publicaciones y conferencias de ciencias de la computación, obteniendo un puntaje de "A*".